# میستانگت
میستانگت (فرانسوی: Mistinguett‎; فرانسوی: [mistɛ̃ɡɛt]; ۳ آوریل ۱۸۷۵ – ۵ ژانویهٔ ۱۹۵۶) خواننده، بازیگر تئاتر و بازیگر سینما اهل فرانسه بود.